# Encarsia formosa
Encarsia formosa es una especie de himenóptero apócrito de la familia Aphelinidae. Es un parasitoide de Trialeurodes vaporariorum o mosca blanca de los invernaderos y de Bemisia tabaci o mosca blanca. Las pequeñas hembras (de unos 0,6 mm de longitud) son negras con el abdomen amarillo y las alas opalescentes. Los machos son extremadamente escasos en comparación con las hembras. Son un poco más grandes que ellas y son de color completamente negro. 

## Ciclo biológico
Las hembras depositan entre 50 y 100 huevos individualmente cada uno dentro del cuerpo de una ninfa de tercer estadio de la especie parasitada. La larva de Encarsia se desarrolla dentro de la ninfa o pupa (no una verdadera pupa) de Trialeurodes en un promedio de dos semanas a una temperatura óptima. La pupa de T. vaporiarorum parasitada se vuelve de coloración negra en unos diez días, mientras que las ninfas parasitadas de B. tabaci se vuelven de color marrón ámbar. Ambas son fácilmente distinguibles de pupas no parasitadas. La metamorfosis de la avispilla tiene lugar en el interior del cuerpo de la mosca blanca parasitada, emergiendo de él como adulto unos diez días después.

## Uso en control biológico de plagas

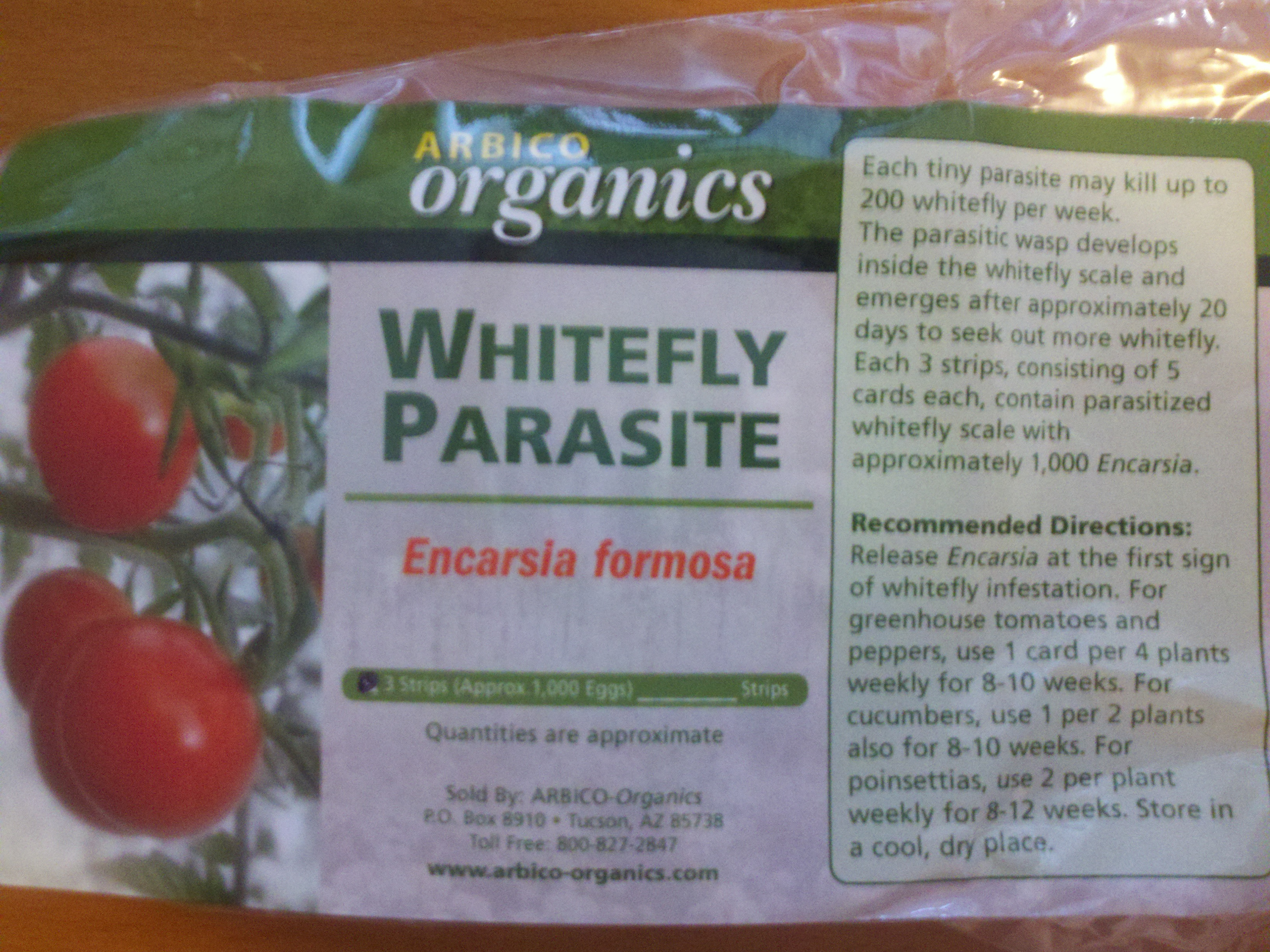
Encarsia fue uno de los primeros agentes de control biológico desarrollados. Las escamas de mosca blanca (segundo y tercer estadio larval) parasitadas con huevos de Encarsia formosa, se envían en tarjetas que se pueden colgar directamente en las plantas. Los adultos emergerán de las pupas en un período de 1 a 2 semanas.

E. formosa ha sido utilizada en el control biológico de moscas blancas en invernaderos desde los años  0 del siglo XX. El uso de este insecto cayó en desuso debido al incremento del uso de los insecticidas sintéticos y hacia 1940 prácticamente ya no se utilizaba. Desde 1970 E. formosa ha vivido una especie de resurrección, con un uso renovado en los invernaderos de Europa y Rusia.